# 글래디스 브록웰

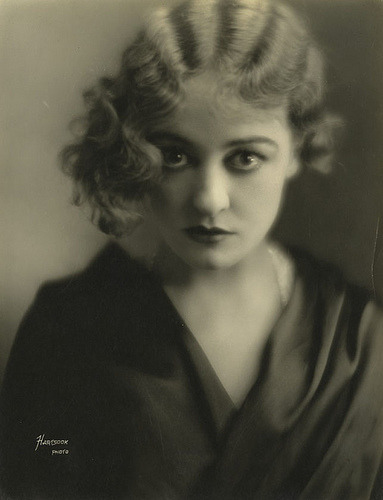

글래디스 브록웰(Gladys Brockwell, 1893년 9월 26일 ~ 1929년 7월 2일)는 미국의 영화배우, 연극 배우이다.
브루클린에서 태어났으며 할리우드에서 사망하였다.

## 영화
- 어 걸 인 에브리 포트 (1928년)
- 우먼 디스퓨트 (1928년)
- 긴 바지 (1927년)
- 노틀담의 꼽추 (1923년)
- 올리버 트위스트 (1922년)